# Brenguļi (stacja kolejowa)
Brenguļi – stacja kolejowa w pobliżu miejscowości Brenguļi, w gminie Valmiera, na Łotwie. Położona jest na linii Ryga - Valga.
Od grudnia 2019 ruch pasażerski ze stacji jest zawieszony.

## Historia
Stacja powstała prawdopodobnie w 1918 na Kolei Pskowsko-Ryskiej. Początkowo nosiła nazwy Neu-Wrangelshof i Jaun-Brenguļi. W 1919 przyjęto obecną nazwę. Zamknięta w 1922 i ponownie otwarta w 1925.